# بير لارسون
بير لارسون هو راكب الكنو سويدي، ولد في 30 يناير 1946 في يونشوبينغ في السويد.

## وصلات خارجية
- بير لارسون على موقع أوليمبيديا (الإنجليزية)
- بير لارسون على موقع اللجنة الأولمبية السويدية (السويدية)